# Santa Maria di Sala
Santa Maria di Sala is een gemeente in de Italiaanse provincie Venetië (regio Veneto) en telt 15.264 inwoners (31-12-2004). De oppervlakte bedraagt 28,0 km2, de bevolkingsdichtheid is 545 inwoners per km2.
De volgende frazioni maken deel uit van de gemeente: Santa Maria di Sala, Caselle, Caltana, Veternigo, Stigliano, Sant'Angelo.

## Demografie
Santa Maria di Sala telt ongeveer 5550 huishoudens. Het aantal inwoners steeg in de periode 1991-2001 met 23,6% volgens cijfers uit de tienjaarlijkse volkstellingen van ISTAT.
| Jaar | Inwoneraantal |
| ---- | ------------- |
| 1991 | 11.072        |
| 2001 | 13.685        |

## Geografie
Santa Maria di Sala grenst aan de volgende gemeenten: Borgoricco (PD), Massanzago (PD), Mirano, Noale, Pianiga, Villanova di Camposampiero (PD).

## Geboren
- Antonio Bevilacqua (1918-1972), wielrenner
- Luciano Favero (1957), voetballer

Annone Veneto · Campagna Lupia · Campolongo Maggiore · Camponogara · Caorle · Cavallino-Treporti · Ceggia · Chioggia · Cinto Caomaggiore · Cona · Concordia Sagittaria · Dolo · Eraclea · Fiesso d'Artico · Fossalta di Piave · Fossalta di Portogruaro · Fossò · Gruaro · Jesolo · Marcon · Martellago · Meolo · Mira · Mirano · Musile di Piave · Noale · Noventa di Piave · Pianiga · Portogruaro · Pramaggiore · Quarto d'Altino · Salzano · San Donà di Piave · San Michele al Tagliamento · Santa Maria di Sala · Santo Stino di Livenza · Scorzè · Spinea · Stra · Teglio Veneto · Torre di Mosto · Venetië · Vigonovo
1. ↑  https://demo.istat.it/?l=it.